# Systropha martiali
Systropha martiali is een vliesvleugelig insect uit de familie Halictidae. De wetenschappelijke naam van de soort is voor het eerst geldig gepubliceerd in 2007 door Patiny & Michez.